# Dinosaur King
Dinosaur King (古代王者恐竜キング?, Kodai ōja kyōryū kingu) è un anime tratto da un omonimo gioco di carte della SEGA. In Italia è stata trasmessa solo la prima stagione, che è andata in onda dal 24 marzo al 29 maggio 2009 sul canale Hiro ed in chiaro su Boing dal 30 novembre al 20 dicembre dello stesso anno ed infine su Italia 1 dal 12 febbraio 2012. Dall'anime è stato poi tratto un manga, anche questo inedito in Italia.

## Trama
Tre amici con la passione per i dinosauri, Max, Rex e Zoe, un giorno trovano per caso delle pietre e delle carte speciali, che scopriranno ben presto poter materializzare dei veri dinosauri; in questo modo ognuno di loro acquisisce come compagno un dinosauro: Max ottiene Chomp, un Triceratopo; Rex ottiene Ace, un Carnotauro; Zoe trova Paris, un Parasauro. I tre ragazzi hanno il compito di recuperare, insieme ai loro nuovi compagni, tutte le carte dei dinosauri che sono finite sparse per il mondo (e che spesso materializzeranno i veri e propri animali). Ad opporsi loro c'è la Banda Alfa, organizzazione che punta ad assumere il controllo del mondo attraverso i dinosauri: è guidata dal Dottor Z con l'aiuto del trio di goffi aiutanti Ursula, Zander ed Ed.

## Anime

### Personaggi

#### Squadra D
- Max Taylor: è uno dei tre protagonisti. Il suo nome originale è Ryūta Kodai (古代 リュウタ?, Kodai Ryūta), che al passaggio in America è divenuto Max Taylor. Ha una grande passione per i dinosauri tanto da difenderli dalle mani della banda Alfa. Il suo dinosauro si chiama Chomp ed è un triceratopo, e dispone dei poteri del fulmine.
- Rex Owen: è uno dei tre protagonisti. Il suo nome originale è Rex Ancient (レックス・オーエン?, Rekkusu Ōen), che al passaggio in America è divenuto Rex Owen. Ha una grande passione per i dinosauri tanto da difenderli dalle mani della banda Alfa. Il suo dinosauro si chiama Ace ed è un carnotauro, il cui potere è il vento. I suoi genitori sono i coniugi Ancient, che lo hanno dovuto lasciare al suo destino per colpa di Seth e del dottor Z.
- Zoe Drake: è una dei tre protagonisti. Il suo nome originale è Malm Tatsuno (竜野 マルム?, Tatsuno Marumu), che al passaggio in America è divenuto Zoe Drake. Ha una grande passione per i dinosauri tanto da difenderli dalle mani della banda Alfa. Il suo dinosauro si chiama Paris ed è un Parasaurolophus (divenuto Parasauro nell'edizione italiana), dotato del potere dell'erba. Grazie a tale potere, Paris può evocare nella lotta un stormo di tre Geosternbergia per aiutarlo nella lotta.
- Dr. Spike Taylor: è il padre di Max, nonché grande esperto in fatto di dinosauri. Il suo nome originale è Kenryū Kodai (古代剣竜博士?, Kodai Kenryū-hakase), che al passaggio in America è divenuto Dr. Spike Taylor. È sposato con Aki Taylor, dalla quale ha avuto un figlio, Max, appunto. La sua proposta di matrimonio ad Aki è stata fatta in parco divertimenti con tema i dinosauri.
- Dr. Reece Drake: è la sorella maggiore di Zoe, nonché assistente di Spike e abile pilota. Il suo nome originale è Riasu Tatsuno (竜野 リアス?, Tatsuno Riasu), che al passaggio in America è divenuto Dr. Reece Drake. È calma in ogni situazione. Ripara sempre le dino-armi ai tre protagonisti quando si rompono.

#### Squadra Alfa
- Dr. Z: è il capo della banda Alfa. Il suo nome originale è Dr. Sōnoida (Dr.ソーノイダ?, Dr. Sōnoida), che al passaggio in America è divenuto Dr. Z. Nonostante consideri inetto il trio che compone la banda, non può mandare altre persone in missione, a costo del fallimento delle sue missioni.
- Ursula: è un membro della banda Alfa. Il suo nome originale è Usarapa (ウサラパ?), che al passaggio in America è divenuto Ursula. Donna irascibile, odia essere chiamata "vecchia signora". Il suo dinosauro si chiama Terry ed è un tirannosauro.
- Zander: è un membro della banda Alfa. Il suo nome originale è Noratty (ノラッティ～?) che al passaggio in America è divenuto Zander. il suo dinosauro si chiama Spiny, ed è uno Spinosaurus. È alto.
- Ed: è un membro della banda Alfa. Il suo nome originale è Edo (エド?) che al passaggio in America è divenuto Ed. Il suo dinosauro si chiama Tank è un Saichania. È grasso.

#### Personaggi ricorrenti
- Rod e Laura: sono i nipoti del dottor Z. Anche a loro piacciono i dinosauri. Compaiono soprattutto alla fine della prima stagione, dove aiutano i protagonisti a combattere Seth, il quale vuole diventare il re dei dinosauri.
- Seth: è un aiutante del dottor Z. Si rivela essere un impostore, infatti tradisce la banda Alfa cercando di dominare il mondo sotto il controllo dei dinosauri alla fine della prima stagione.
- Helga: è un androide della banda Alfa che fa la cuoca e aiuta Rod e Laura nei compiti.
- Alfa droidi: sono un esercito di androidi costruiti in serie appartenenti alla banda Alfa.
- Aki Taylor: la moglie di Spike e madre di Max. Pensa che i dinosauri dei tre protagonisti siano dei cagnolini.
- Dr. Owen: collega e amico di Spike. È un paleontologo. Una volta, tra le sue ricerche, trovò Rex neonato e lo adottò.

### Doppiaggio
La versione italiana dell'anime è doppiata dalla Merak Film e sia video che audio sono gli stessi dell'edizione censurata televisiva americana, curata dalla 4Kids Entertainment.
Tra i più significativi cambiamenti apportati alla serie al passaggio in America sono i nomi, i quali sono stati completamente cambiati rispetto all'edizione giapponese. Eccoli di seguito insieme ai doppiatori:
| Personaggio (Nome originale) | Personaggio (Nome americano e italiano) | Doppiatore giapponese | Doppiatore americano | Doppiatore italiano  |
| ---------------------------- | --------------------------------------- | --------------------- | -------------------- | -------------------- |
| Kodai Ryūta                  | Max Taylor                              | Megumi Matsumoto      | Veronica Taylor      | Massimo Di Benedetto |
| Rekkusu Ōen                  | Rex Owen                                | Matsuri Mizuguchi     | Sebastian Arcelus    | Federico Zanandrea   |
| Tatsuno Marumu               | Zoe Drake                               | Tomoko Kobashi        | Annice Moriarty      | Francesca Bielli     |
| Kenryu Kodai                 | Dr. Spike Taylor                        | Naoya Uchida          | David Wills          | Diego Sabre          |
| Riasu Tatsuno                | Dr. Reece Drake                         |                       | Rachel Lillis        |                      |
| Dr. Sōnoida                  | Dr. Z                                   | Tetsuo Gotō           | Eric Stuart          |                      |
| Usarapa                      | Ursula                                  | Misa Watanabe         | Rachel Lillis        |                      |
| Noratty                      | Zander                                  | Ken'yū Horiuchi       | Darren Dunstan       |                      |
| Edo                          | Ed                                      | Junichi Endo          | David Wills          |                      |

### Episodi

Logo della serie

La serie si divide in due stagioni. In Italia è stata trasmessa solo la prima.

### Sigle
La sigla italiana della serie, sia d'apertura che di chiusura, si chiama "Dinosaur King", è cantata da Antonio Divincenzo e testo e musica sono di Goffredo Orlandi.
Quelle originali giapponesi sono "Chīsa na bokura no ōki na heart (小さな僕らの大きなハート?, Chīsa na bokura no ōki na hāto)", iniziale, cantata da ICHIKO, e "Kyōryū muscle (恐竜マッスル?, Kyōryū massuru)", finale, cantata da Hiromichi Satou.

## Manga
Visto il successo della serie e del gioco, Dinosaur King è stato adattato anche in un manga scritto da Youhei Sakai e pubblicato dal febbraio 2006 all'ottobre 2007 sulla rivista Bessatsu CoroCoro Comic edita da Shogakukan. In seguito i vari capitoli sono stati raccolti in due volumi tankōbon usciti rispettivamente il 27 ottobre 2006 e il 28 novembre 2007.

### Volumi
| Nº | Data di prima pubblicazione | Data di prima pubblicazione | Data di prima pubblicazione |
| Nº | Giapponese                  | Giapponese                  |                             |
| -- | --------------------------- | --------------------------- | --------------------------- |
| 1  | 27 ottobre 2006             | ISBN 978-4-09-140236-3      |                             |
| 2  | 28 novembre 2007            | ISBN 978-4-09-140395-7      |                             |